# Capitalismo como religión

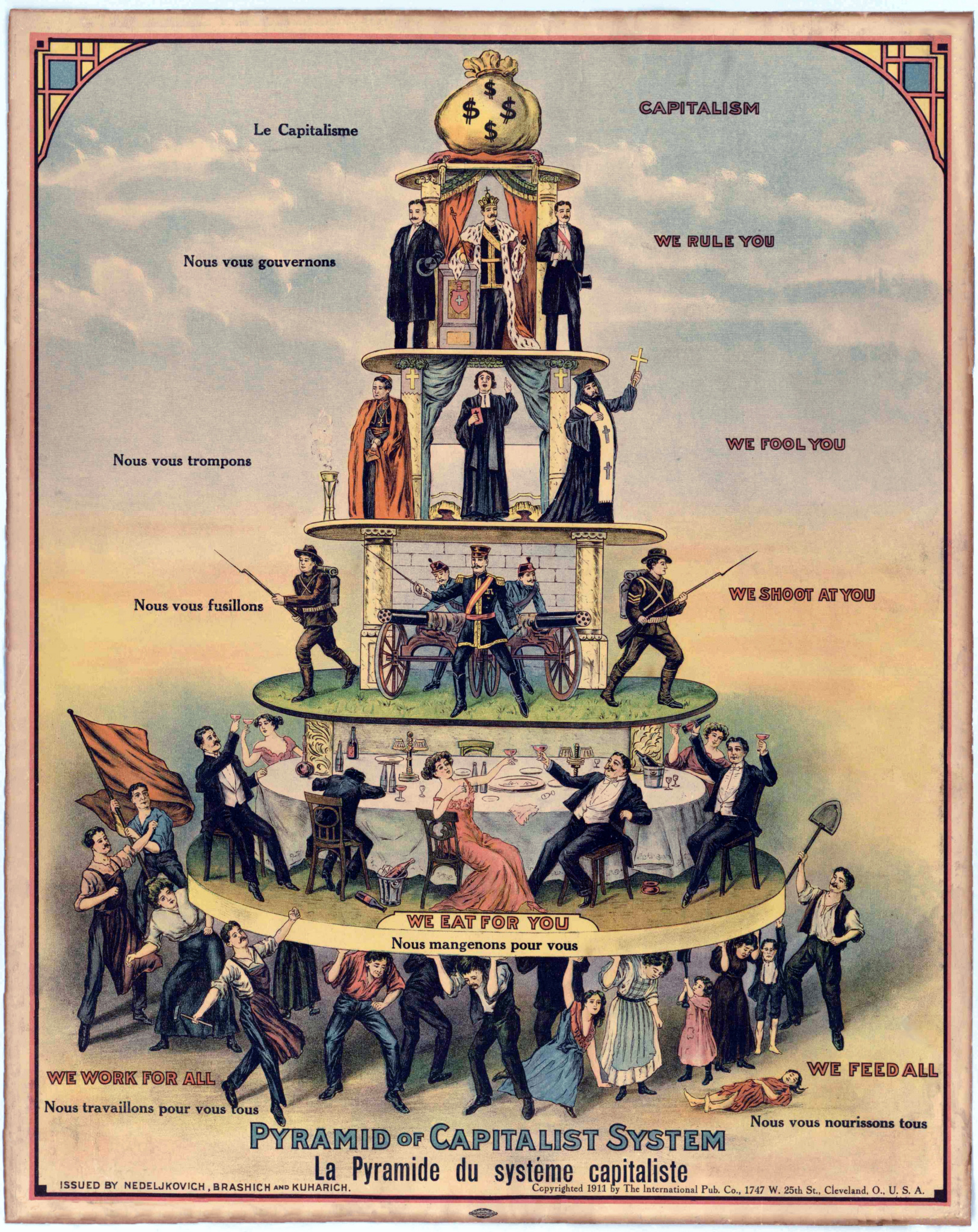
Pirámide del Sistema Capitalista: en la cúspide el dinero (Póster de 1911 de Industrial Workers of the World)

Kapitalismus als Religion (en español Capitalismo como religión) es el título de un escrito del año 1921 del filósofo marxista alemán Walter Benjamin publicado póstumamente (en Gesammelte Schriften Band VI 100-103) y considerado como uno de los más penetrantes fragmentos del autor. El texto indaga en la naturaleza religiosa e inhumana del capitalismo: la identificación del pecado y la culpa religiosa y la deuda impuesta por el capitalismo ―el término alemán utilizado en el escrito Schuld significa a la vez deuda y culpa―. Para Michael Löwy el escrito es una lectura anticapitalista de Max Weber.

## Capitalismo como religión
El texto póstumo de Walter Benjamin del año 1921 está incluido en sus Obras Completas, Volumen VI (Gesammelte Schriften Band VI 100-103). La traducción al español es la siguiente:

[Im Kapitalismus ist eine Religion zu erblicken...] En el Capitalismo hay que ver una religión. Esto significa que el Capitalismo sirve esencialmente para satisfacer las mismas necesidades, tormentos o inquietudes a las que antaño daban respuesta las llamadas religiones.

Esa estructura religiosa del Capitalismo no es sólo similar a “una imagen de estilo religioso” (así pensaba Max Weber), sino “un fenómeno esencialmente religioso”. Pero si hoy intentáramos
dar la prueba de esa estructura religiosa del Capitalismo, acabaríamos en el callejón sin salida de una polémica universal y desmesurada. No podemos abarcar la red en la que estamos; pero más tarde nos daremos cuenta.

No obstante, hoy ya es posible reconocer tres rasgos de esa estructura religiosa del Capitalismo:

a) En primer lugar el Capitalismo es una religión puramente de culto, quizá la más cúltica que ha existido nunca. No tiene una teología dogmática específica: en él todo cobra significado sólo a través de una referencia inmediata al culto. Desde esta óptica adquiere el utilitarismo toda su coloración religiosa.

b) Un segundo rasgo del Capitalismo relacionado también con esa concreción cultural, es la duración permanente del culto: el capitalismo es como la celebración de un culto “sans trêve et sans merci” (sin tregua y sin piedad). No hay en él “días laborables”, no hay un solo día que no sea “día de fiesta”, en el sentido terrible de una ceremonia sacra superdesarrollada: es como el despliegue máximo de aquello que se venera.

c) En tercer lugar, se trata de un culto culpabilizador. El Capitalismo es quizás el primer caso de un culto que no es expiatorio sino culpabilizador. A partir de aquí, este sistema religioso se ubica en la explosión de un movimiento monstruoso: una terrible conciencia de culpa/deuda (Schuld en alemán significa a la vez culpa y deuda) que no sabe liberarse, echa mano del culto no para expiar la culpa sino para hacerla universal, para grabarse en nuestra conciencia y, por último y ante todo, inmiscuir al mismo Dios en esa culpa para acabar interesándole en la expiación. 

La expiación, por tanto, no hay que esperarla ni del mismo culto, ni de la reforma de esa religión (que siempre debe apoyarse en algo más seguro que ella) ni en la apostasía de ella. Más bien pertenece a la esencia de ese movimiento religioso que es el Capitalismo el aguantar hasta el final: hasta la completa culpabilización final de Dios, hasta la situación mundial de desesperación que ya hemos conseguido y en la cual todavía seguimos esperando. 

Ahí reside lo históricamente inaudito del Capitalismo: que la religión ya no significa la reforma de la vida sino su destrucción, la desesperación se transforma así en el estado religioso del mundo, del cual hay que esperar la salvación. La trascendencia de Dios ha desaparecido, pero Dios no ha muerto sino que se ha incrustado en el destino humano. Todo este cruzar el planeta-hombre por la morada de la desesperación, con la soledad más absoluta en su camino, es una actitud que deriva de Nietzsche: ese hombre es el superhombre, el primero que conoce la religión capitalista y comienza a practicarla.

Un cuarto rasgo es que el Dios (del capitalismo) debe quedar escondido. Sólo puede ser invocado en el zenit de su culpabilización. El culto es celebrado por una divinidad inexperta; y cada pensamiento o cada representación de ella, destroza el misterio de su madurez.
También la teoría de Freud tiene que ver con el señorío clerical de ese culto. Lo reprimido, la representación pecaminosa y condenada es con mucho la analogía más luminosa del Capital que cobra intereses del infierno del inconsciente.

La forma del pensamiento religioso capitalista se encuentra (también) magníficamente expresada en la filosofía de Nietzsche. La idea del superhombre empuja el salto apocalíptico no hacia la conversión, la expiación, purificación o penitencia, sino hacia un crecimiento constante que en sus últimos tramos se vuelve explosivo y discontinuo. Por eso, crecimiento y desarrollo resultan inconciliables (en el sentido del adagio “Natura non facit saltus”): el superhombre es el hombre histórico, construido sin arrepentimiento y que atraviesa el cielo. Esa destrucción del cielo por el crecimiento de la capacidad dominadora del hombre, ya fue juzgada por Nietzsche como una culpabilización (deuda) religiosa; y sigue siendo eso.

Y algo parecido en Marx: ese capitalismo incapaz de convertirse, se transforma en socialismo a través de los intereses simples y compuestos, que son una función de la deuda/culpa (¡atención a la ambigüedad demoníaca de este concepto!)

El capitalismo es una religión del mero culto, sin dogma. El capitalismo se ha desarrollado en Occidente —como se puede demostrar no sólo en el calvinismo, sino en el resto de las orientaciones cristianas ortodoxas— parasitariamente respecto del cristianismo de modo tal que, al final, su historia es en lo esencial la de su parásito, el capitalismo. -Comparación entre las imágenes de los santos de las distintas religiones, por un lado, y los billetes de los distintos Estados, por otro- El espíritu que se expresa en la ornamentación de los billetes.

Las preocupaciones: una enfermedad del espíritu que es propia de la época capitalista. Situación espiritual (no material) sin salida que (deviene) en pobreza, vagabundeo, mendicidad, monacato de la vagancia. Una situación así, que carece de salida, es culpabilizante. Las “preocupaciones” son el índice de la consciencia de culpabilidad de la situación sin salida. Las "preocupaciones" nacen por el miedo de que no haya salida, no material e individual, sino, comunitaria.

En tiempos de la Reforma el cristianismo no favoreció el advenimiento del capitalismo, sino que se transformó en él. Metódicamente habría que investigar, en primer lugar, qué vinculos estableció en cada momento el dinero con el mito, hasta que pudo atraerse hacia sí, tantos elementos míticos del cristianismo para constituir ya, el propio mito. 

El precio de la sangre. Thesaurus de las buenas obras. El salario que se le debe al sacerdote. Pluto como dios de la riqueza.

Vínculo del dogma de la naturaleza resolutoria del saber y el capitalismo -propiedad para nosotros que lo hace, a la vez, redentor y verdugo-: el balance como saber redentor y destructor.

Contribuye al conocimiento del capitalismo como una religión el hacer presente que, originalmente, el paganismo originario concebía la religión, no como un “elevado interés moral” "superior", sino, como el más inmediatamente práctico. En otras palabras, el paganismo fue tan poco consciente, como el capitalismo actual, de su naturaleza “ideal”, “trascendente”, y la comunidad pagana consideraban a los individuos irreligiosos o heterodoxos de su comunidad como incapaces, igual que la burguesía actual considera a sus miembros no productivos.
Walter Benjamin, Kapitalismus als Religion, Zur Geschichtsphilosophie, Historik und Politik, Gesammelte Schriften Band VI 100-103

## Antecedentes

### Paul Lafargue
El teórico político, médico y periodista Paul Lafargue (1842-1911) señaló en contestación a un lector, hacia 1880, que el ataque a los banqueros Rothschild por los socialistas no es por odio de raza ni nacionalidad sino porque personifica las finanzas modernas y añade que: los capitalistas, semitas o arios, católicos, protestantes o librepensadores, bonapartistas o radicales, sólo adoran a un dios, el capital. En 1887 Lafargue escribió La Religion du Capital,(Wikisource), farsa en forma de Actas de una Nueva Religión.

## Interpretación del texto

### Michael Löwy
Para el filósofo marxista franco-brasileño Michael Löwy, el escrito de Benjamin Capitalismo como religión de 1921, publicado póstumamente en 1978 en sus Obras completas, es uno de los más interesantes y herméticos textos del autor. Estaría inspirado en Max Weber y la afinidad electiva manifestada en su libro La ética protestante y el espíritu del capitalismo. Benjamin, según Löwy, va más allá de Weber: no sólo el capitalismo tiene orígenes religiosos, es una religión en sí misma, un culto o adoración incesante que dirige al mundo humano, sin tregua ni gracia (sans merci), a la Casa de la Desesperación (Haus der Verzweiflung). Kapitalismus als Religion es, para Löwy, una lectura anticapitalista de Weber, con influencias de los textos de Georges Lukacs, Ernst Bloch y Erich Fromm.

### Giorgio Agamben
Para el filósofo italiano Giorgio Agamben la hipótesis de Walter Benjamin es clara: el capitalismo no es otra cosa que una verdadera religión, la más feroz e implacable que haya existido nunca, ya que no conoce redención ni tampoco tregua, es una religión dogmática en extremo. El sector financiero, la banca, que habría ocupado el lugar dejado por las Iglesias tradicionales y sus sacerdotes, gobierna el crédito pero lo que manipula y gestiona es la fe y la confianza. Esa manipulación se lleva a cabo de forma irresponsable y sin escrúpulos, obteniendo dinero de la confianza y esperanza de los seres humanos, estableciendo el crédito del que cada uno puede gozar y el precio que debe pagar por él llegando incluso a imponer el crédito de los estados, que, según Agamben, han abdicado dócilmente de su soberanía. El crédito gobierna el mundo y el futuro de los hombres, un futuro que la crisis hace más corto y decadente. La política habría quedado subyugada por el poder financiero que habría secuestrado por completo la fe y el futuro, el tiempo y la esperanza. En esta situación nuestra sociedad, en teoría laica, estaría sirviendo a la más oscura e irracional de las religiones, el capitalismo.
En palabras de Giorgio Agamben:

...el capitalismo es una religión basada enteramente en la fe, una religión cuyos seguidores viven 'sola fide' (sólo por medio de la fe). Y como, según Benjamin, el capitalismo es una religión en la que el culto se ha emancipado de todo objeto y la culpa de todo pecado y, por lo tanto, de toda posible redención, así, desde el punto de vista de la fe, el capitalismo no tiene objeto: cree en el hecho puro de creer, en el puro crédito (believes in pure belief), es decir: en el dinero. El capitalismo es, por ello, una religión en la cual la fe –el crédito– ha sustituido a Dios. En otras palabras, en tanto que la forma pura del crédito es dinero, es una religión cuyo dios es el dinero.

### José Ignacio González Faus

#### Capitalismo
Para el jesuita José Ignacio González Faus, recogiendo parte de los argumentos de Thomas Ruster en su libro El Dios falsificado, es muy incisiva la valoración del capitalismo como religión exclusiva de culto incondicional del dinero. El capitalismo no ofrece ninguna cosmovisión que responda a las cuestiones fundamentales de la vida humana (lo que se denomina a veces dogmática). Por tanto, no quedaría más remedio que seguir y seguir con el culto para ocultar la incapacidad del capitalismo de salvar al hombre.
Para el capitalismo la miseria y las catástrofes humanas quedan transformadas en castigos de Dios por haberle negado el culto necesario, así, los pobres lo son siempre por su culpa. La categoría
bíblica fundamental de la alianza queda entonces camuflada, la fidelidad de Dios no se vincula con la conducta del hombre sino con el culto al dinero. El capitalismo es una religión de la deuda y del interés, de ninguna otra cosa; es por eso que es una religión de la culpa irredenta: el pobre lo es por su culpa precisamente porque necesita endeudarse (culpabilizarse).

#### Tradición judeocristiana de la deuda y el interés
En la tradición judeocristiana el culpable es el acreedor y no el deudor (el culpable es el banquero que presta con interés y usura, no el que desesperadamente pide el préstamo). El rico ya ha cubierto sus necesidades, el resto de su dinero ya no es suyo y es él quien está en la obligación (deuda) de devolverlo. La tradición judeocristiana recoge con claridad las medidas bíblicas sobre el interés y caducidad de las deudas —jubileo—. El capitalismo es pura idolatría y de ello tendrían que preocuparse los responsables eclesiásticos y no de la laicidad (que tiene raíces cristianas), la idolatría del capitalismo es la explicación más razonable de la crisis del cristianismo en el mundo rico.
En este mismo sentido la economista italiana Mariana Mazzucato señala en su libro de 'El Valor de las cosas' que Durante siglos, los ingresos ganados con el cobro de intereses fueron considerados una sustracción, y no un símbolo, de la actividad productiva. Se trataba de un juicio moral y económico al mismo tiempo. Como hemos visto, la Iglesia romana prohibió el cobro de intereses durante la mayor parte de la Edad Media, mientras que un filósofo ilustrado como John Locke escribió en 1692 que los banqueros eran simples intermediarios que se 'comían' una parte de las ganancias del comercio en vez de crear ganancias por sí mismos. Ya antes de que se iniciara el estudio formal de la economía, a finales del siglo XVIII, muchos intelectuales y escritores habían llegado a la conclusión de que los bancos no producían valor y de que no solían actuar en beneficio del interés público.

#### La mirada de Keynes
Señala González Faus cómo Keynes ―aunque es dudoso que este autor conociera el texto de Benjamin Capitalismo como religión― ofrece en su libro Teoría general del empleo el interés y el dinero un complemento a ese texto. Para Keynes la función de lo religioso es asegurar el futuro, tan inseguro para el ser humano. La tesis que defiende Keynes es que esa seguridad que daba la religión ahora la da el dinero, mejor que cualquier otro dios. Esto hace que el dinero no sea neutral, es la puerta del futuro ante la que se doblegan, en primer lugar los políticos ―el capitalismo no es democrático― que, señala González Faus, en el caso de España a finales de agosto de 2011, cambian la Constitución a demanda de los poderes financieros, sin consulta popular, sin atender otras demandas democráticas.
Según Keynes el deseo de dinero, de liquidez, lleva al desastre de la economía, porque acaba en una acumulación de capitales no productivos ―tener futuro es tener dinero―. El alto interés para los capitalistas improductivos es mera especulación, sin el riesgo de la inversión productiva lo que deviene en un alto subempleo ―crisis de 1929 y gran depresión―. Para keynes los errores más llamativos de la sociedad económica en que vivimos son su fracaso en tomar las medidas necesarias para el pleno empleo y su reparto arbitrario e injusto de la riqueza y los ingresos. De ahí concluía Keynes que sólo la regulación estatal puede despojar al capitalismo de su rostro de inhumanidad. Según Keynes no debe buscarse el enriquecimiento en el futuro a costa de la indigencia de los pobres en el presente.
Al respecto del interés y la deuda señala Keynes:

“fui educado en la creencia de que la postura de la iglesia medieval ante el tipo de interés era absurda por naturaleza, y de que las sutiles elucubraciones sobre la diferencia ente el rendimiento del préstamo monetario y el beneficio de las inversiones activas eran simplemente intentos jesuíticos de encontrarle una salida práctica a una teoría disparatada. Pero ahora leo aquellos estudios como un honrado esfuerzo intelectual por distinguir lo que la teoría clásica había mezclado de forma bien confusa: el tipo de interés y la capacidad de rendimiento marginal del capital; porque hoy se ve claro que las disquisiciones de los escolásticos buscaban una fórmula de mantener alta la curva de eficiencia marginal del capital, manteniendo bajos los tipos de interés ...”
John Maynard Keynes. Teoría general del empleo, el interés y el dinero, Edicions 62, Barcelona,1987, págs. 292-293

### Byung-Chul Han
El filósofo Byung-Chul Han es contrario a la tesis principal del artículo de Benjamin ―el capitalismo es una religión―, ya que según este autor una religión que no incluye el perdón, la expiación y la liberación no es una religión y el capitalismo y su expresión neoliberal no incluyen el perdón y por tanto la cancelación de la deuda, el desendeudamiento o condonación:

El régimen neoliberal esconde una estructura coactiva tras la aparente libertad del individuo, que ya no se entiende como sujeto sometido ('subjetc to'), sino como desarrollo de un proyecto. Ahí está su ardid. Quien fracasa es, además, culpable y lleva consigo esta culpa dondequiera que vaya. No hay nadie a quien pueda hacer responsable de su fracaso. Tampoco hay posibilidad alguna de excusa y expiación. Con ello surge no solo la crisis de culpa, sino también la de gratificación.

Tanto el desendeudamiento como la gratificación presuponen la instancia del otro. La falta de vinculación al otro es la condición trascendental de posibilidad para la crisis de gratificación y de deudas. Esta crisis pone de manifiesto que el capitalismo, frente a la suposición ampliamente difundida (por ejemplo, por Walter Benjamin), no es ninguna religión, pues toda religión maneja categorías de deuda (culpa) y desendeudamiento (perdón). El capitalismo es 'solamente endeudador'. No dispone de ninguna posibilidad de expiación que libere al deudor de su deuda. La imposibilidad del desendeudamiento y de la expiación es responsable también de la depresión del sujeto del rendimiento. La depresión, junto el síndrome de agotamiento, representan un fracaso insalvable en el poder, es decir, una insolvencia física. Insolvencia significa, al pie de la letra, la imposibilidad de compensar (solvere) la deuda.
Byung-Chul Han. La agonía del Eros, Herder Editorial, 2014, págs. 21-22, [Agonie des Eros, 2012, Berlín].

### Deleuze, Guattari, Nietzsche, Lazzarato, Meyer
Deleuze y Guattari, este último a través de la lectura de Nietzsche, han tratado la relación acreedor-deudor y la importancia de la deuda/crédito en la relación social de desigualdad que establece una 'moralidad' que se le exige al deudor socialmente. Maurizio Lazzarato desarrolla la idea del 'hombre endeudado' como hito de la sociedad actual. La economía de la deuda necesita del modo de gobierno que describe Foucault. Silke Meyer recalca la importancia del dinero en la construcción de las identidades personales y nacionales jerárquicas como consecuencia de la desigualdad de los deudores frente a los acreedores y la culpa que conllevaría ―y de la que hay que liberarse, tanto personal como socialmente―.

### David Graeber y el dinero como deuda
El antropólogo económico David Graeber, en su libro «En Deuda. Una historia alternativa de la economía» señala cómo el dinero es fundamentalmente deuda, creado mediante violencia extrema —guerra, esclavitud— y cómo la moralidad de la devolución de las deudas es una construcción social sostenida en la violencia y que considera al ser humano como mercancía. Para Graeber el capitalismo se sostiene en un aparato militar que es deuda y es la que aún permite actualmente a Estados Unidos, a pesar de poseer la deuda más grande y que no pagará, robar recursos financieros al resto de países del mundo y someterlos militarmente. Los mercados siempre han existido, pero no así el capitalismo que antepone el dinero al ser humano y que parece haber escapado al control histórico de los Estados:

Así como los mercados, si se les permite ir completamente a la deriva desde sus violentos orígenes, comienzan invariablemente a convertirse en algo diferente (reglas de honor, confianza y conexiones mutuas), de igual manera el mantenimiento de los sistemas de coacción hace exactamente lo opuesto: convierte los productos de la cooperación, creatividad, devoción, amor y confianza humanos nuevamente en números. Al hacerlo facilitan imaginar un mundo que no es más que una serie de cálculos a sangre fría. Es más: al convertir la sociabilidad humana en deudas, convierten las mismas bases de nuestra existencia (dado que ¿qué somos, en definitiva, sino la suma de nuestras relaciones con los demás?) en un asunto de culpa, pecado y crimen, y hacen del mundo un vasto escenario de iniquidad que sólo se puede superar mediante alguna gigantesca transacción cósmica que lo aniquile todo.
David Graeber, En deuda, etc.

Graeber propone un jubileo, del tipo bíblico mosaico, que cancele las deudas internacionales de los países así como las de los consumidores. Señala que aliviaría el sufrimiento humano y nos recordaría que no pagar las propias deudas no es la esencia de la moralidad.